# Thế giới đại chiến
Thế giới đại chiến (tên gốc tiếng Anh: War of the Worlds) là một bộ phim điện ảnh hành động khoa học viễn tưởng năm 2005 của Mỹ, do Steven Spielberg đạo diễn và Josh Friedman đồng biên kịch với David Koepp, phỏng theo cuốn tiểu thuyết Chiến tranh giữa các thế giới năm 1898 của H. G. Wells, được sản xuất và phát hành bởi Paramount Pictures và DreamWorks Pictures. Tác phẩm có sự tham gia diễn xuất của Tom Cruise, Dakota Fanning cùng Justin Chatwin, Miranda Otto, Tim Robbins trong các vai phụ, đồng thời được dẫn chuyện bởi Morgan Freeman. Trong phim, một công nhân buộc phải cố gắng sinh tồn để bảo vệ những đứa con của mình khi người ngoài hành tinh xâm chiếm Trái Đất và tàn phá các thành phố bằng những cỗ máy cao chót vót. Đây là bộ phim cuối cùng của Gene Barry trước khi ông nghỉ hưu và qua đời vào năm 2009.
Tác phẩm được bấm máy trong 73 ngày, sử dụng năm âm trường khác nhau cũng như được quay ở California, Connecticut, New Jersey, New York và Virginia. Thế giới đại chiến được sản xuất một cách bí mật nên rất ít chi tiết bị lộ ra trước khi phát hành. Các chương trình quảng bá đã được thực hiện với một số công ty, bao gồm cả Hitachi.
Thế giới đại chiến được phát hành tại Hoa Kỳ vào ngày 29 tháng 6 và tại Vương quốc Anh vào ngày 1 tháng 7. Tác phẩm đã nhận được những đánh giá tích cực từ các nhà phê bình, với những lời khen ngợi dành cho diễn xuất của các diễn viên (đặc biệt là Cruise và Fanning), khâu chỉ đạo của Spielberg, kịch bản, các phân đoạn hành động và hiệu ứng hình ảnh. Bộ phim là một thành công phòng vé, qua đó trở thành tác phẩm điện ảnh có doanh thu cao thứ tư năm 2005 cả trong nước và trên toàn thế giới khi thu về 233 triệu USD ở Bắc Mỹ, tổng cộng 591 triệu USD trên toàn thế giới. Thế giới đại chiến gặt hái được ba đề cử giải Oscar cho Hiệu ứng hình ảnh xuất sắc nhất, Hòa âm hay nhất và Biên tập âm thanh xuất sắc nhất.

## Nội dung
Đầu phim, một lời tường thuật dựa trên tiểu thuyết của Wells nói rằng con người không hề biết rằng một chủng tộc ngoài hành tinh đang lăm le xâm chiếm Trái Đất.
Ray Ferrier là một công nhân lái cần cẩu làm việc tại một bến tàu ở Brooklyn, New York và sống ở Bayonne, New Jersey. Ray bị ghẻ lạnh bởi chính những đứa con của mình do chỉ biết quan tâm đến bản thân. Mary Ann, vợ cũ của anh, giao những đứa con lại cho Ray, bao gồm cô con gái 10 tuổi Rachel và cậu con trai tuổi teen Robbie. Sau đó, một hiện tượng bí ẩn xảy ra khi sét đánh nhiều lần vào một giao lộ và làm chập điện khu vực.
Ray tham gia đám đông tại hiện trường vụ sét đánh, nơi một cỗ máy chiến tranh khổng lồ (được gọi là "Tripod") trồi lên khỏi mặt đất và sử dụng vũ khí hủy diệt để phá hủy khu vực, thiêu cháy hầu hết những người có mặt ở đó thành tro bụi. Ray đưa những đứa con của mình ra khỏi nhà, lấy một chiếc xe vừa được sửa chữa và lái đến ngôi nhà của Mary Ann ở ngoại ô New Jersey để lánh nạn. Sáng hôm sau, anh phát hiện một chiếc Boeing 747 bị rơi trên đường phố. Khi ấy, những người sống sót đang tìm kiếm thức ăn và giải thích rằng có nhiều cỗ máy đã tấn công các thành phố lớn như New York, Paris, Washington, D.C., Luân Đôn, và những cỗ máy đó có lá chắn để bảo vệ chúng khỏi vũ khí của con người. Họ cũng giải thích rằng người ngoài hành tinh đã đi xuyên lòng đất thông qua các tia sét để vào cỗ máy chiến tranh của chúng, thứ đã bị chôn vùi cách đây hàng triệu năm về trước. Ray quyết định đưa bọn trẻ đến Boston để ở với mẹ. Cả ba buộc phải bỏ chiếc xe của mình sau khi một đám đông thấy nó còn hoạt động và giành lấy chiếc xe. Sau đó, họ khi đi qua sông Hudson bằng phà và bị các Tripod tấn công, nhưng đã trốn thoát thành công. Những người khác bị những thứ giống như xúc tu bắt đi và đưa lên cỗ máy.
Sau đó, khi đi qua một khu vực đồng quê, họ chứng kiến Thủy quân lục chiến Hoa Kỳ tấn công một số Tripod. Robbie muốn tham gia cùng nhưng lại bị cha cậu ngăn cản. Nhưng cuối cùng, Ray đã để cậu đi để anh có thể đưa Rachel đến nơi an toàn. Các cỗ máy, vì được bảo vệ bởi lá chắn nên chúng đã phản công dữ dội và một vụ nổ lớn đã xảy ra ở hướng mà Robbie đi đến. Trong lúc chạy trốn, Ray và Rachel được một người đàn ông tên là Harlan Ogilvy cho phép trú ẩn trong tầng hầm của ông.
Cả ba vẫn không bị phát hiện trong hai ngày, ngay cả khi một nhóm người ngoài hành tinh đi xuống dưới đó. Họ phát hiện ra người ngoài hành tinh đang trồng một thảm thực vật màu đỏ (được gọi là "Cỏ dại đỏ"), che phủ cây cối và đang lan dần xuống tầng hầm. Cả nhóm suy luận rằng người ngoài hành tinh đang biến đổi Trái Đất thành nhà của chúng. Sáng hôm sau, Ogilvy bị suy sụp tinh thần sau khi chứng kiến Tripod thu thập máu và mô người để tưới cho thảm thực vật đỏ. Tin rằng tiếng hét của Ogilvy sẽ làm cho các sinh vật ngoài hành tinh phát hiện vị trí của mình, Ray buộc phải giết Ogilvy.
Nơi ẩn náu dưới tầng hầm cuối cùng cũng bị lộ, khi tàu thăm dò thứ hai tìm thấy Ferrier trong lúc anh đang ngủ. Rachel bị bắt bởi một Tripod gần đó và Ray cũng làm cho mình bị bắt, sau khi nhặt một đai lựu đạn từ một chiếc xe quân sự bỏ hoang. Ray cùng những người khác sử dụng lựu đạn để phá hủy cỗ máy từ bên trong và tất cả đều thoát được ra ngoài.
Ray cùng Rachel đi đến Boston, một thành phố bị tàn phá, nơi họ tìm thấy những thảm thực vật ngoài hành tinh bắt đầu khô khéo và các Tripod đang dần sụp đổ. Khi một Tripod còn hoạt động xuất hiện, Ray nhìn thấy một bầy chim đang đậu trên nó, rồi nhận ra rằng lá chắn của cỗ máy đã không còn. Ray kêu gọi những người lính hộ tống đám đông bắn hạ nó bằng tên lửa điều khiển chống tăng. Khi những người lính tiến đến gần Tripod, một người ngoài hành tinh bước ra và vật vã trước khi chết. Ray và Rachel đến nhà của cha mẹ Mary Ann và đoàn tụ với Mary Ann cùng Robbie, người vẫn còn sống.
Cuối phim, một bản tường thuật giải thích rằng hệ thống miễn dịch của người ngoài hành tinh không thể xử lý được hàng tỷ vi khuẩn sống trên Trái Đất và nhân loại đã "giành" lại được hành tinh của mình.

## Diễn viên
- Tom Cruise vai Ray Ferrier
- Dakota Fanning vai Rachel Ferrier
- Justin Chatwin vai Robbie Ferrier
- Miranda Otto vai Mary Ann Ferrier
- Tim Robbins vai Harlan Ogilvy
- Rick Gonzalez vai Vincent
- Yul Vázquez vai Julio
- Lenny Venito vai Công nhân Cơ khí
- Lisa Ann Walter vai Sheryl
- Ann Robinson vai Bà ngoại (bà cũng đóng vai chính Sylvia van Buren trong bộ phim cùng tên năm 1953)
- Gene Barry vai Ông ngoại (ông cũng đóng vai chính Tiến sĩ Clayton Forrester trong bộ phim cùng tên năm 1953)
- David Alan Basche vai Tim
- Roz Abrams vai chính cô
- Camillia Sanes vai Người cung cấp tin tức
- Amy Ryan vai Hàng xóm Toddler
- Danny Hoch vai Cảnh sát
- Morgan Freeman vai Người dẫn chuyện
- Dee Bradley Baker lồng tiếng cho Người ngoài hành tinh (không được ghi danh)
- Columbus Short vai Người lính (không được ghi danh)
- Channing Tatum vai Cậu bé trong Nhà thờ (bị cắt)